# Tim Alexander
Timothy W. "Tim" Alexander (født 10. april 1965 i Cherry Point, North Carolina) er en amerikansk musiker, der er kendt som trommeslager for rockbandet Primus. Alexander har spillet på albummer som Suck on This og Tales from the Punchbowl, inden han forlod bandet i 1996. Alexander hyldes ofte for hans polyrytmiske spil.